# Шадринка (Иркутская область)
Шадринка (посёлок имени Ф. Э. Дзержинского) — упразднённый посёлок, включённый в состав города Черемхово Иркутской области России.

## Топоним
Оба названия - именные
Первое - в честь главного дореволюционного промышленника Шадрина Герасима Васильевича (1831—1903). Шадринка — район с яркой индивидуальностью.
Второе название - по имени Ф. Э. Дзержинского

## География
Территория бывшего посёлка находится на окраине в 5 км от центра г. Черемхово и ограничена от других районов транссибирской магистралью с запада и железнодорожной веткой к бывшей шахте № 8 с юга.

## История

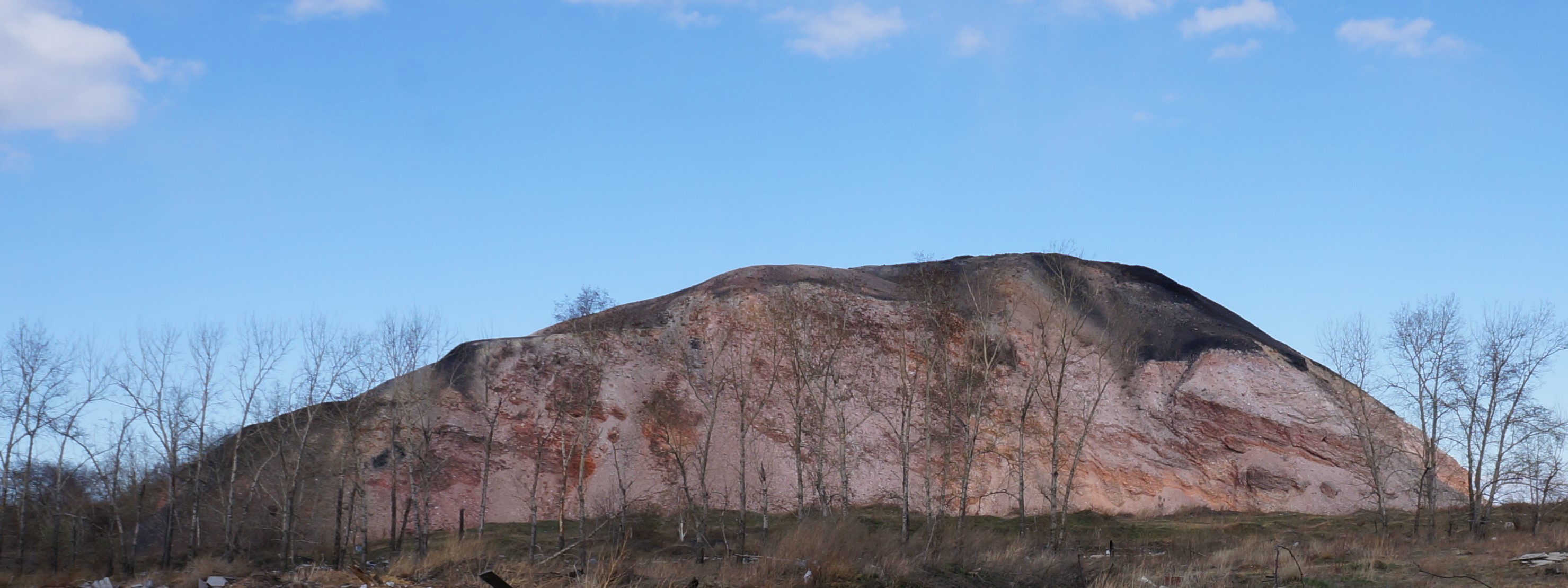
Террикон бывшей шахты № 8 города Черемхово Иркутской области

Поселок учрежден горняками, разрабатывавшими угольное месторождение Черемховского бассейна (Черембасс).
В советские времена, когда Родина начала нуждаться в угле, началась вторая жизнь Шадринки. Для освоения угольных месторождений были присланы ссыльные с Урала (половина русских, половина татар и башкир). Они своими силами и построили посёлок. Статус жителя Шадринки был — спецпоселенец. Проживали спецппоселенцы в бараках. Позже национальные ряды жителей Шадринки пополнили ссыльные «бандеровцы» с Западной Украины. Таким образом, до 70-х годов XX века (когда многие западные украинцы уехали на родину), население составляли 4 большие группы: русских, татар, башкир и украинцев.
Разместили спецпоселенцев вначале в бараках СибЛОНа - Сибирского лагеря специального назначения, в которых до них проживали пленные белогвардейцы. Белогвардейцев в 1929 году вывезли в неизвестном направлении и расстреляли. Сделано это было очень быстро. Так, что спецпоселенцев заселяли в дома, в которых на печи стояла ещё горячая каша.
Культурная жизнь ссыльного посёлка Шадринка в 30-е годы XX столетия поддерживалась ссыльными московскими актёрами.
В годы Великой Отечественной войны шадринцы внесли свой посильный вклад в общее дело победы ударным трудом на угольных шахтах.

## Известные уроженцы и жители
- Ахметов, Хидият Гиниятович, почётный шахтёр, кавалер орденов Ленина и Трудового Красного Знамени[6]
- Брагин, Григорий Андреевич, почётный шахтёр, кавалер ордена Трудового Красного Знамени[5]
- Полещук, Александр Фёдорович — российский космонавт, Герой Российской Федерации
- Чудогашев, Евгений Всеволодович  (1937—2011) — почетный работник высшего профессионального образования РФ,

## Торговля

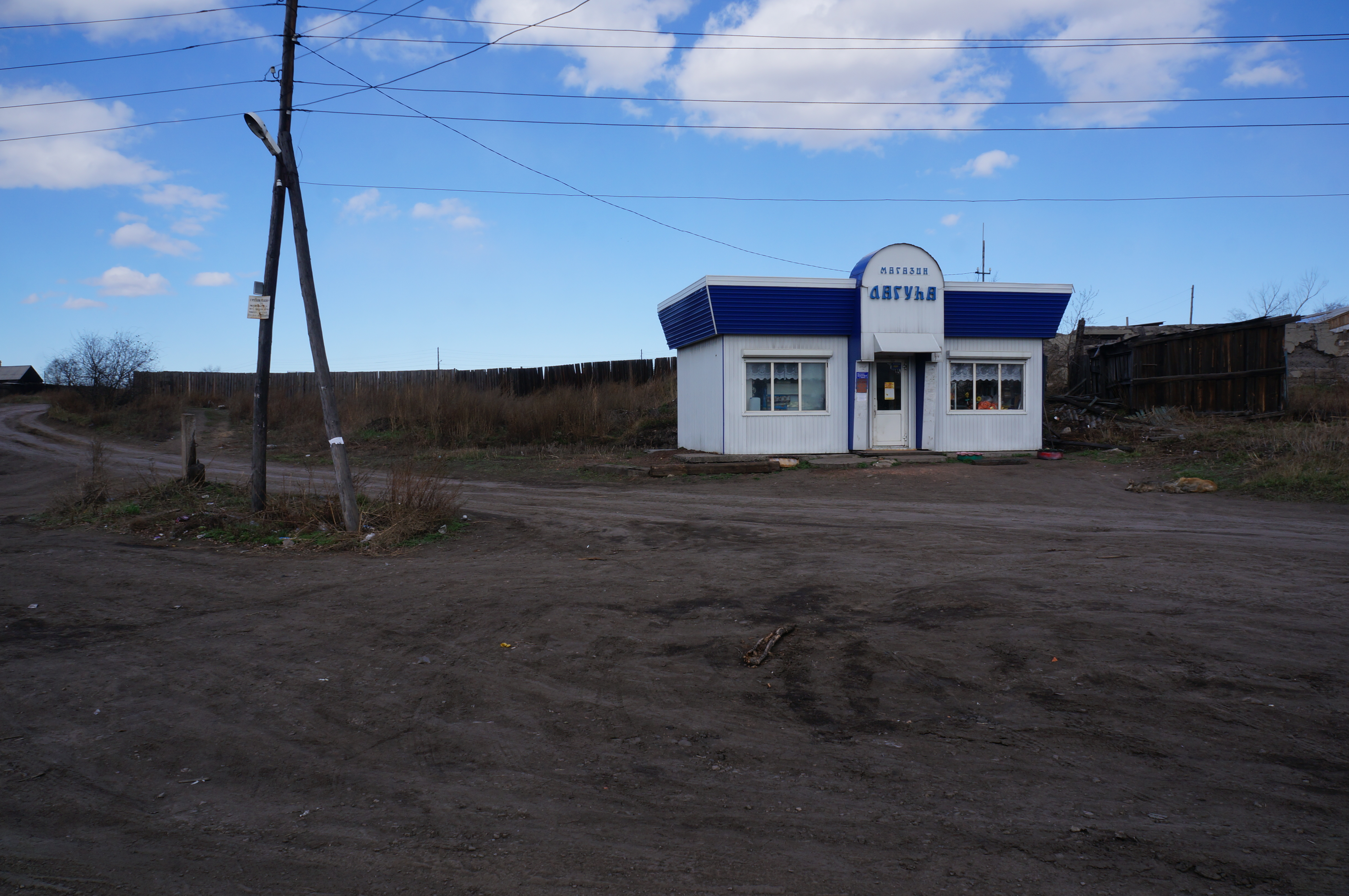
Павильон Лагуна на Шадринке. Фотография от 29 апреля 2018 года

Магазины:
- Павильон Лагуна на Шадринке. Фотография от 29 апреля 2018 годаМагазин Комиссионный на Шадринке. Бывший Продуктовый магазин № 15 (в народе "Десятый")Эконом

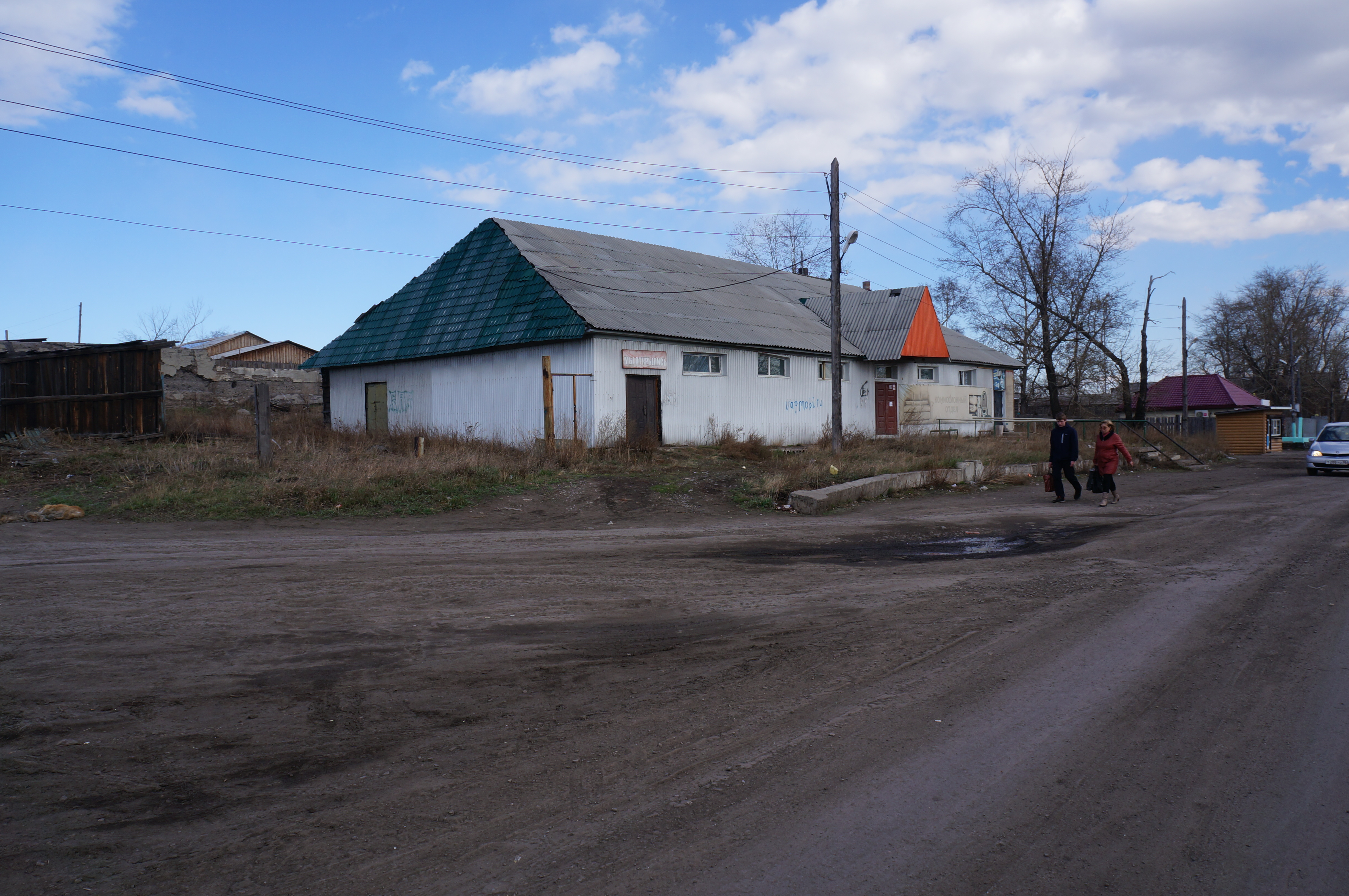
Магазин Комиссионный на Шадринке. Бывший Продуктовый магазин № 15 (в народе "Десятый")

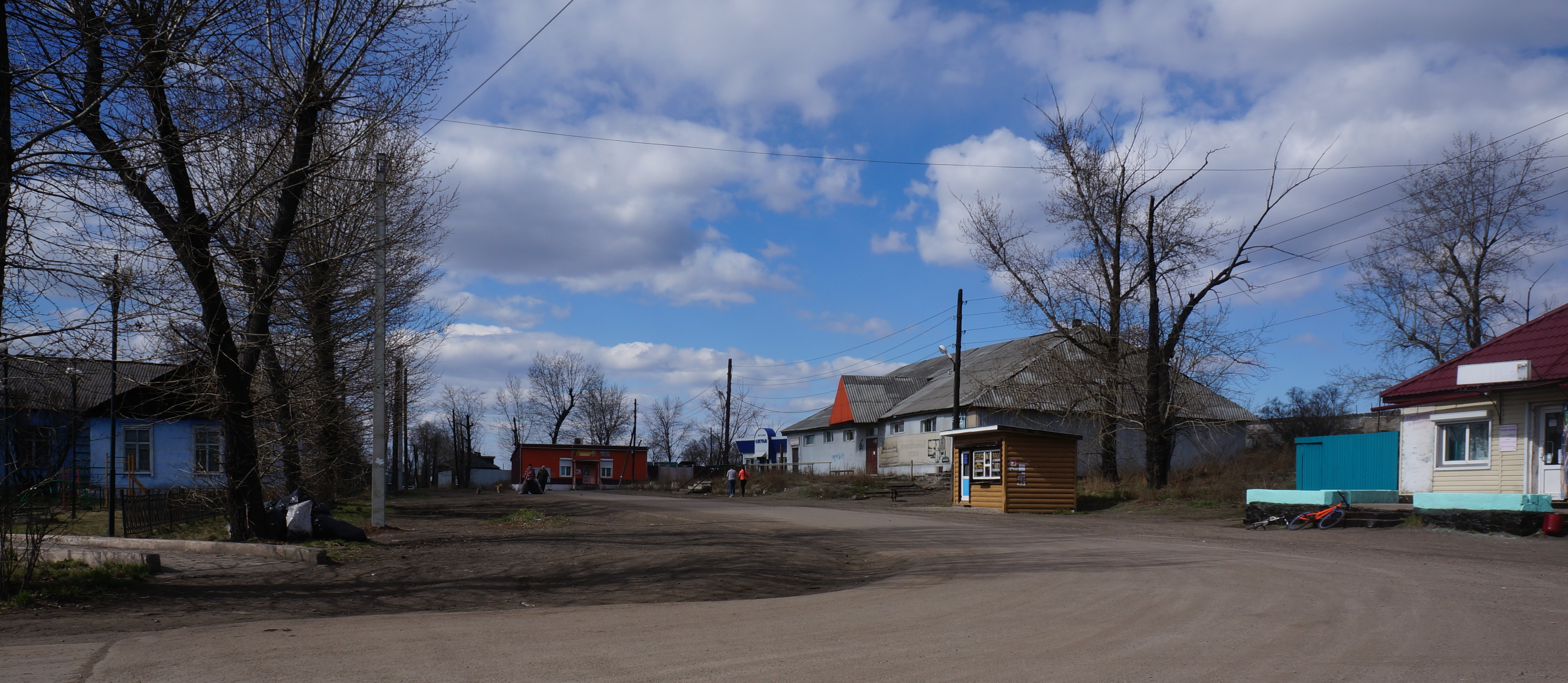
Площадь магазинов на Шадринке в городе Черемхово Иркутской области

- Площадь магазинов на Шадринке в городе Черемхово Иркутской областиДесятый - сгорел

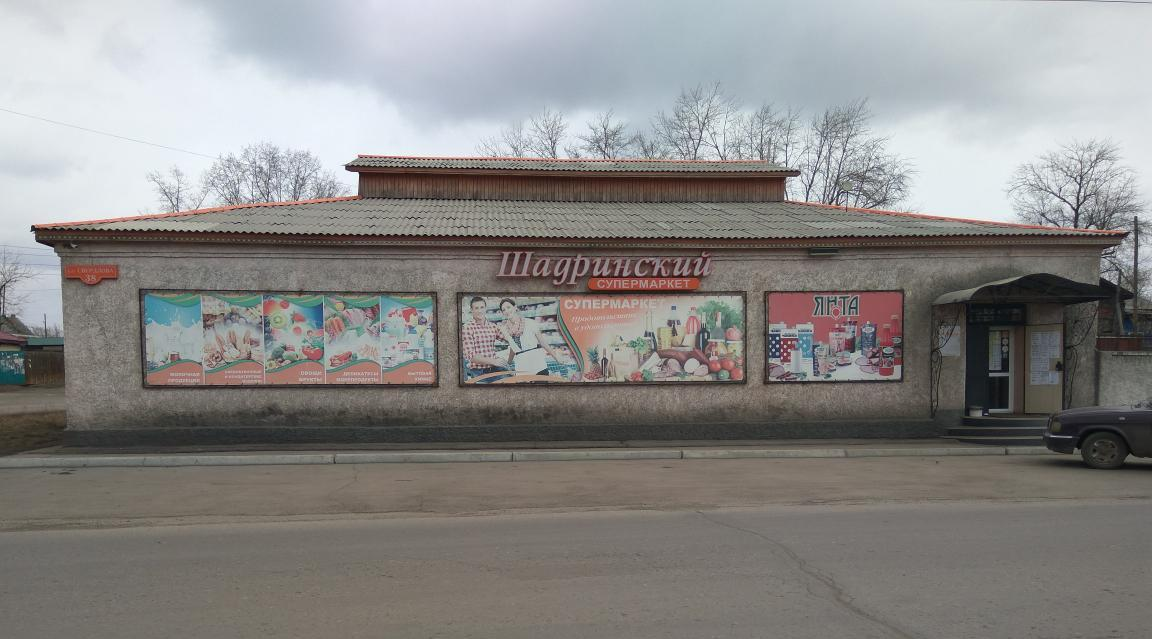
Супермаркет "Шадринский". Бывший промтоварный магазин № 8 на улице Свердлова

- Супермаркет "Шадринский". Бывший промтоварный магазин № 8 на улице СвердловаСетевой магазин "Хлеб-Соль"
- Сиблонский
- Лагуна

## Обслуживание
- Почтовое отделение «Почта России» (индекс 665402)
- МЛПУ «Детская городская больница» г. Черемхово
- МУ «Стоматологическая поликлиника» г. Черемхово
- Шиномонтажная мастерская
- Авторемонтная мастерская

## Места отдыха

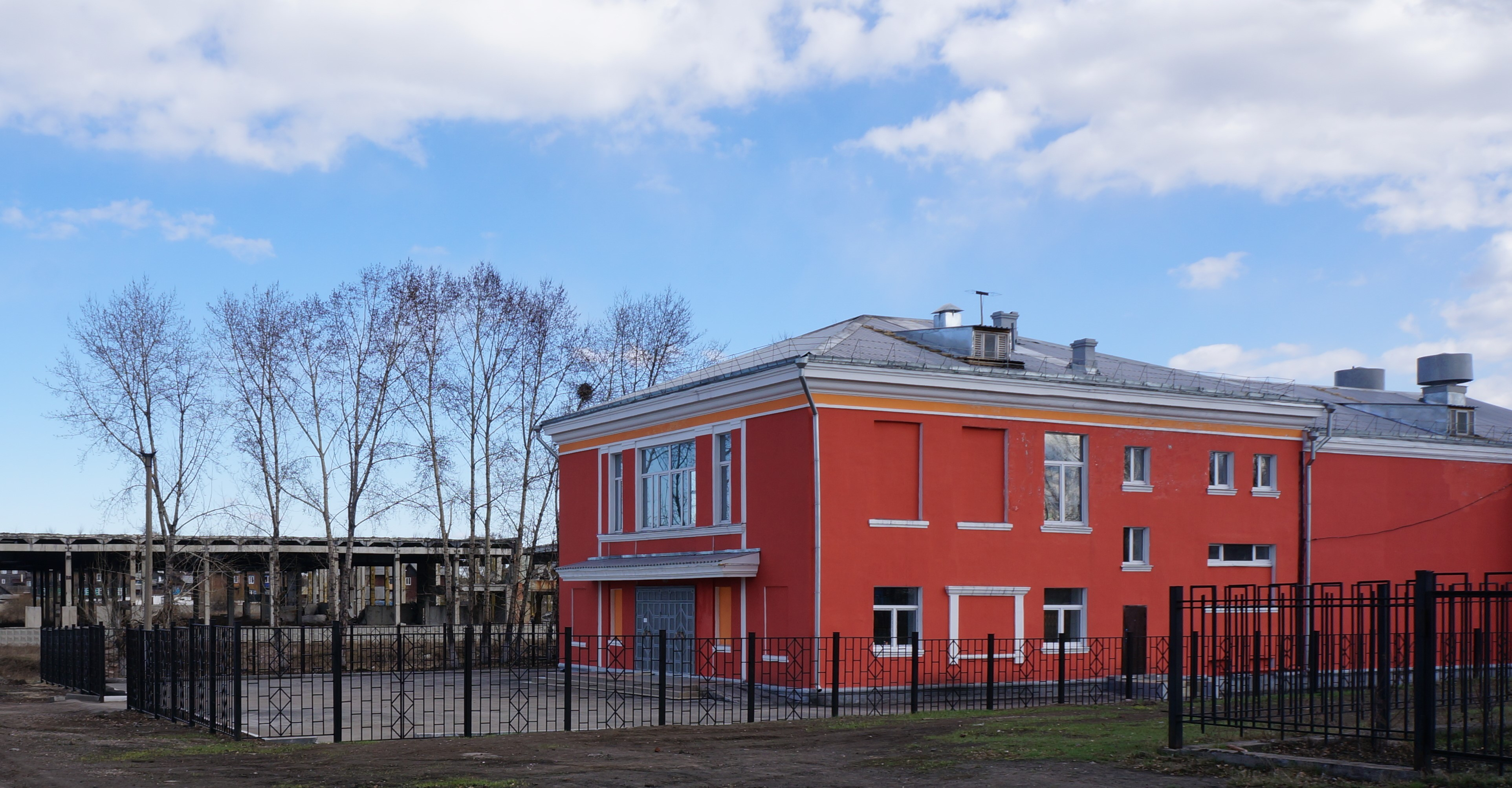
Дом культуры «Шахтер». г. Черемхово, ул. Льва Толстого

- Дом культуры «Шахтер». г. Черемхово, ул. Льва ТолстогоДом культуры «Шахтер» МКУК «Культурно-досуговый центр»

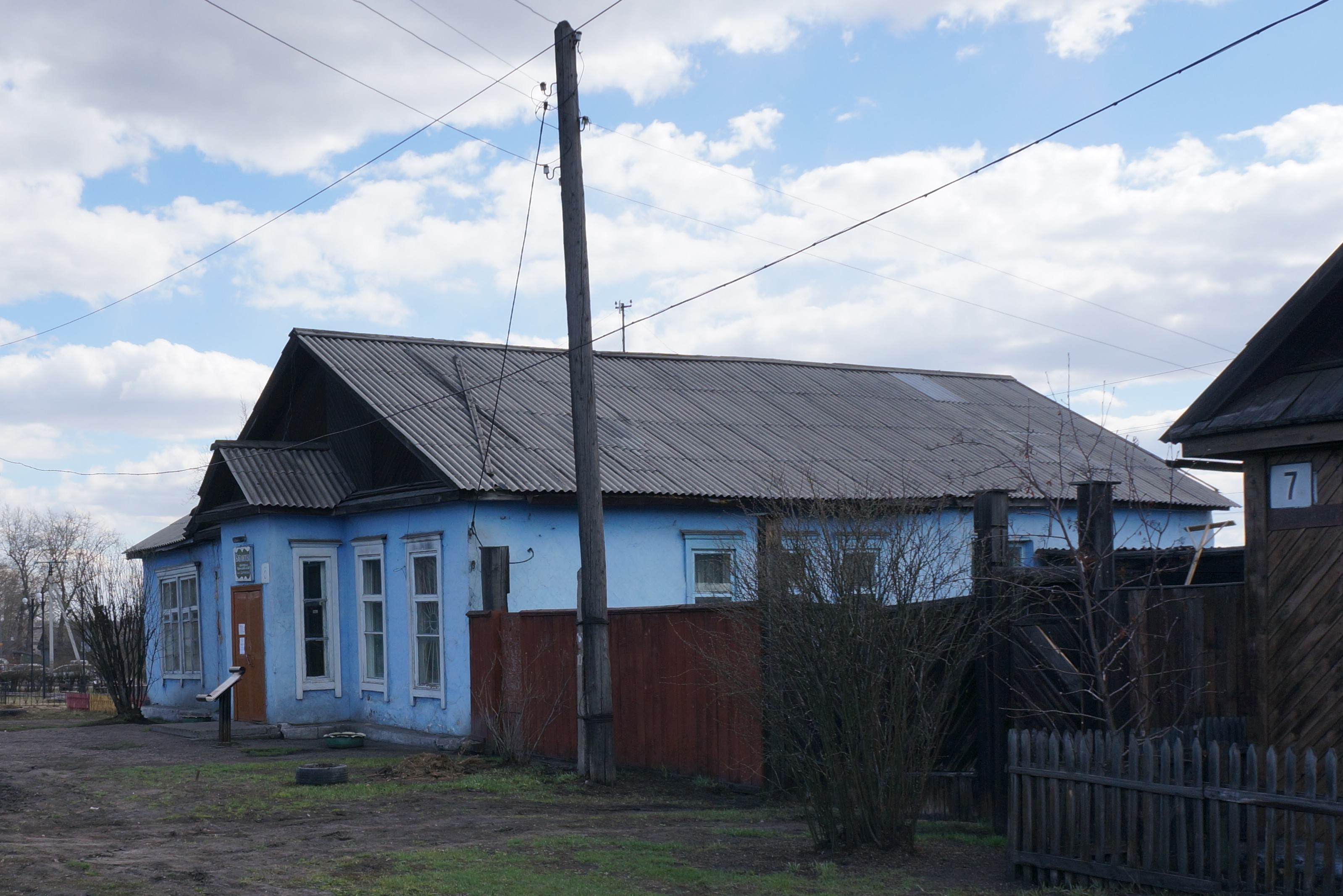
Филиал № 1 МБУК «Централизованная библиотечная система» г. Черемхово ул. Дзержинского, 5

- Филиал № 1 МБУК «Централизованная библиотечная система» г. Черемхово ул. Дзержинского, 5Филиал № 1 МБУК «Централизованная библиотечная система» г. Черемхово
- Школа верховой езды «Гордый»

## Образование

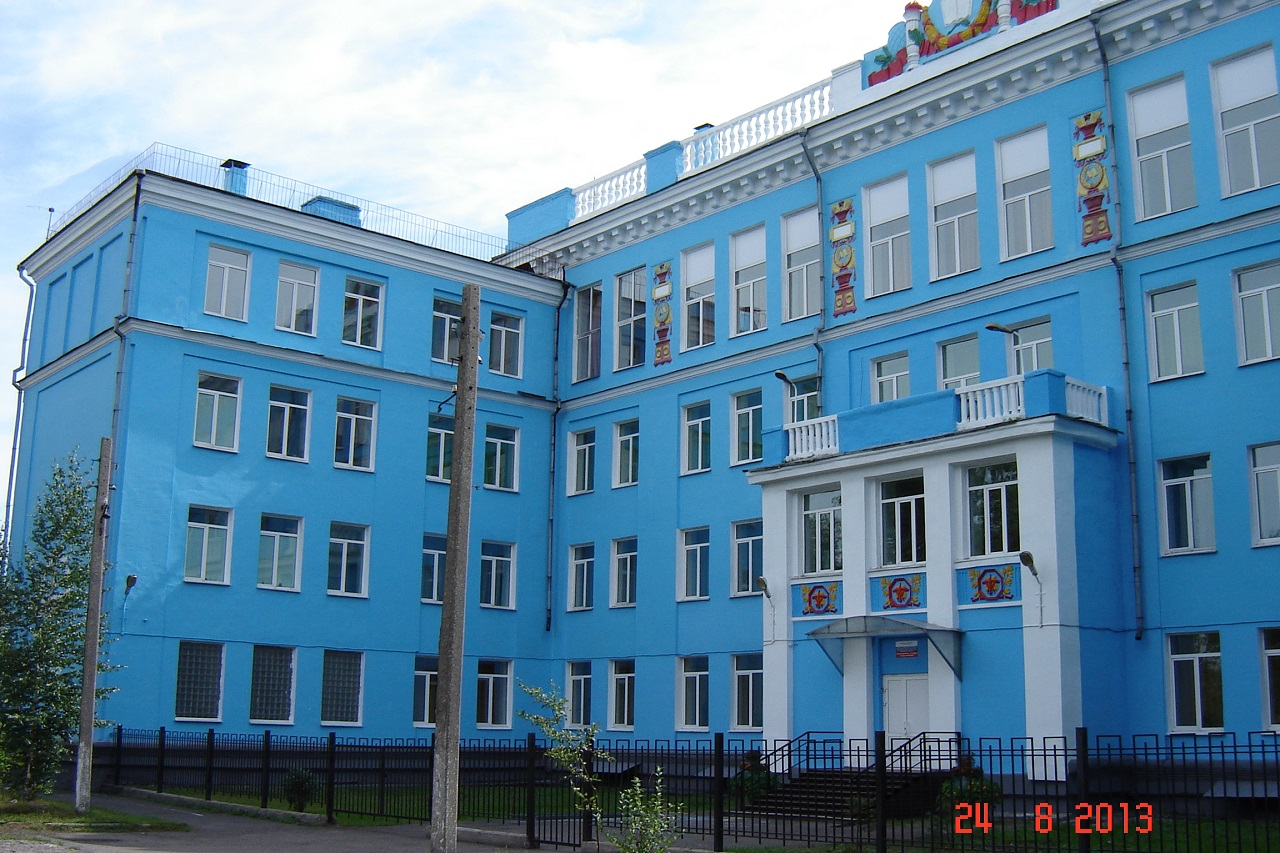
Здание бывшей средней школы № 4 г. Черемхово Иркутской области

- Муниципальное общеобразовательное учреждение "Школа № 4 города Черемхово"[7]
- Государственное общеобразовательное казённое учреждение Иркутской области СПЕЦИАЛЬНАЯ (КОРРЕКЦИОННАЯ) ШКОЛА - ИНТЕРНАТ ДЛЯ ОБУЧАЮЩИХСЯ С НАРУШЕНИЯМИ СЛУХА Г. ЧЕРЕМХОВО[8]

## Транспорт
Добраться до поселка можно на маршрутном такси под номером 6